# Mållbergarna
Mållbergarna var en dansorkester från Stockholm som turnerade under 1970-talet. De uppträdde med artister som Monica Forsberg, Tomas Ledin, Lena Andersson och Eleanor Bodel. Gruppen producerade tre album, Kom Loss (1973), Hitpartaj (1976) och Fåniga Saker (1977/1978). Ett samarbete med Peter Himmelstrand inleddes i början av 1970-talet.

## Ursprungliga medlemmar
- Olle Landzell, slagverk
- Kjell Johansson, bas, sång
- Per Nyman, piano, bas, sång
- Håkan Nilsson, sång, gitarr och trombon
- Lars Wern, sång, gitarr

Lars Wern och Håkan Nilsson, och i mindre mån Kjell Johansson, var ofta anlitade som studiomusiker i en mängd inspelningar under 70-talet.

## Tidigare medlemmar
- Jan Holmgren, saxofon, klarinett, piano

Jan Huss trumpet
- Kjell Svantes, trumpet
- Aato Jondorff, saxofon, klarinett
- Jens Wallin, slagverk
- Roger Westin, slagverk, sång